# Syncarida
Syncarida è un superordine di crostacei, che comprende i due ordini Anaspidacea e Bathynellacea.

## Tassonomia
Sono conosciuti in tutto 59 generi, divisi in sei famiglie.
- Anaspidacea Calman, 1904
  - Anaspididae Thomson, 1893
  - Koonungidae Sayce, 1908
  - Psammaspididae Schminke, 1974
  - Stygocarididae Noodt, 1963
- Bathynellacea Chappuis, 1915
  - Bathynellidae Grobben, 1904
  - Parabathynellidae Noodt, 1965